# Takigawa Kazumasu
Takigawa Kazumasu (滝川一益?)(1525-1586) del clan Takigawa, originario de la provincia Ōmi; fue un samurái del período Sengoku, partidario de Oda Nobunaga y luego de Toyotomi Hideyoshi.
Fue nombrado Kantō-kanrei (representante del shōgun en la región de Kantō) por Nobunaga, con este cargo y con una parte de la provincia Kozuke bajo su dominio, fue asignado a la vigilancia del clan Hōjō establecido en Odawara. Mientras fue partidario de Nobunaga, tomo parte en muchas batallas, incluida la batalla de Anegawa en 1570 y las campañas contra el Ikkō-ikki de Nagashima (1571-1574).
Tras la muerte de Oda Nobunaga en 1582, Kazumasu, al igual que otros partidarios de Nobunaga, comenzó a servir a Toyotomi Hideyoshi.